# آیین بودایی در ایران

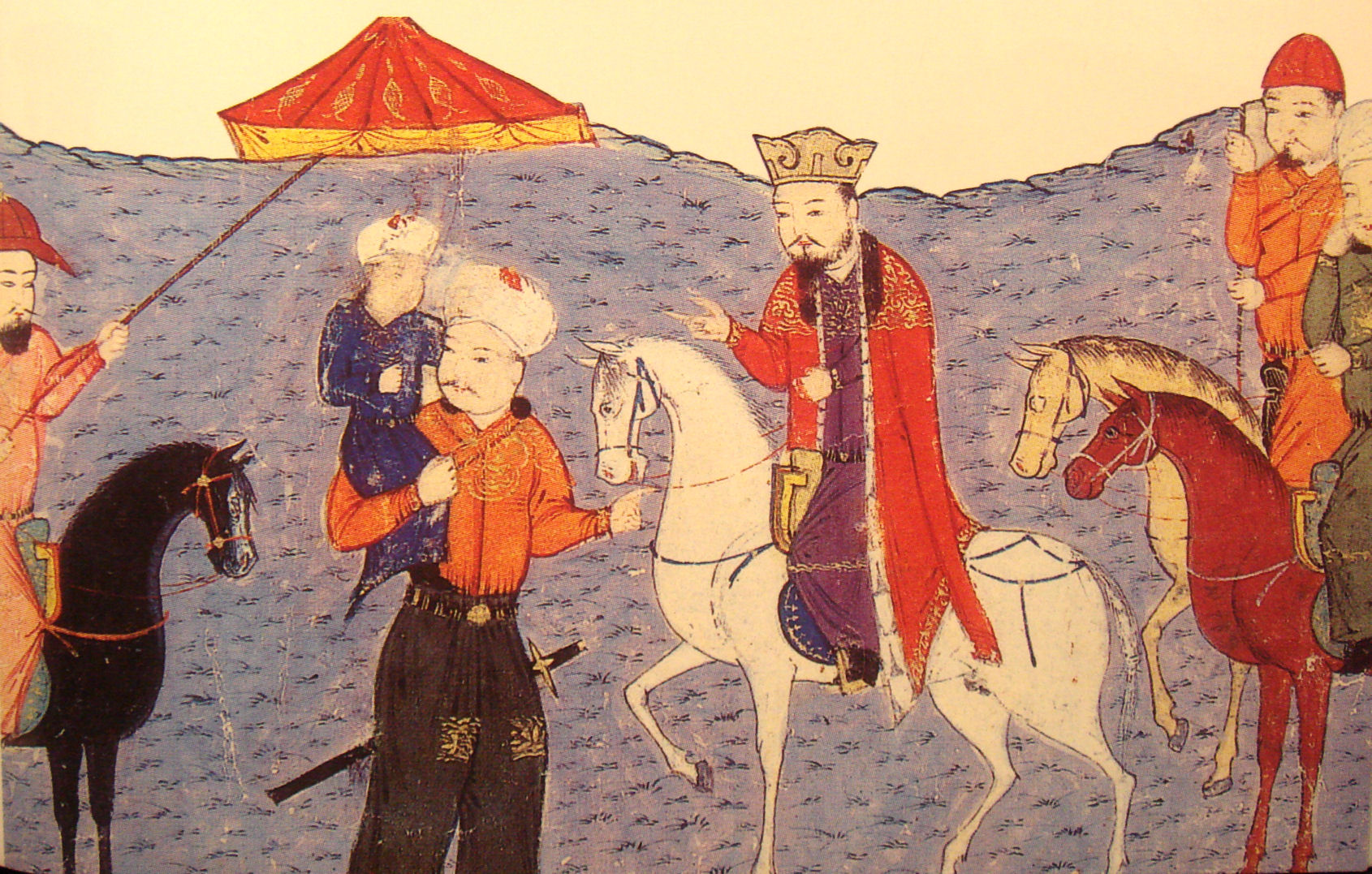
غازان، حاکم مغول که آیین بودایی را در قلمرو حکومت ایلخانان ممنوع و راهبان بودایی را به مناطق بودایی همسایه تبعید کرد در کنار پدرش (ارغون).

بوداگرایی در ایران به حدود سده‌های پنجم و ششم پیش از میلاد، یعنی زمان زندگی بودا می‌رسد. یک افسانه پالی می‌گوید که گسترش آیین بودا به بلخ به دست دو برادر بازرگان که از اهالی باختر بوده‌اند صورت گرفته است.
از قرن دوم میلادی، پارتی‌هایی همچون آن شی گائو برای گسترش بودیسم در چین کوشش کرده‌اند. بیشتر مترجمان اولیۀ متون بودایی به زبان چینی از اهالی پارت و دیگر پادشاهی‌های مرتبط با ایران امروزین بوده‌اند.
بودایی‌ها در دورۀ زمامداری ساسانیان مورد آزار قرار گرفتند و بسیاری از مکان‌های آن‌ها در آتش سوزانده شد. مکان‌های بودایی باقی‌مانده نیز در قرن پنجم میلادی در حملۀ هپتالیان از بین رفتند. در هنگام حملۀ اعراب در میانه قرن هفتم میلادی، بسیاری از مردمان شرق ایران بودایی بودند. افغانستان یکی از مکان‌های پرتجمع بوداییان بوده است؛ از مکان‌های دیگر یافت شده می‌توان ترکمنستان، تاجیکستان، ازبکستان و نیز خود ایران امروزی را نام برد. پیروزی اعراب، تیر نهایی را بر پیکرۀ بوداگرایی در شرق ایران و افغانستان زد اگرچه در برخی مکان‌ها همچون بامیان و هده تا قرن‌های هشتم و نهم بوداییان وجود داشتند.
حاکم مغول، غازان، که در جوانی آموزش‌های بودایی دیده بود، در ۱۳۱۰ میلادی به اسلام گروید و آن را دین رسمی حکومت ایلخانان ساخت. او همچنین آیین بودایی را ممنوع اعلام کرد ولی به راهبان بودایی اجازه داد که به مناطق بودایی همسایه تبعید شوند.
در سال‌های اخیر، آیین بودایی در میان مردمان ایران مورد توجه قرار گرفته است. برخی از شعرهای سهراب سپهری از آیین بودایی الهام گرفته‌اند و نیز شاعر معاصر، احمد شاملو، کتابی از اشعار هایکوی ژاپنی را به زبان فارسی برگردانده است.